# 鈴木慶子 (ヴァイオリニスト)
鈴木 慶子（すずき けいこ）は、日本のヴァイオリニスト。東京都港区生まれ、文京区育ち。

## 来歴
桐朋女子高等学校音楽科-桐朋学園大学卒業。 サンタ・チェチーリア国立アカデミアディプロマ修了。小林健次、フェリックス・アーヨらに師事。

## 活動
4歳からバイオリンを始める。
2002年、小澤征爾音楽塾オペラ・プロジェクト、サイトウ・キネン・フェスティバル松本での青少年のための演奏会やオペラ等に参加。
2010年、アルゼンチンタンゴの演奏を始める。アルゼンチンにてタンゴヴァイオリンをAriel Espandrioに師事。
2013年、庄野真代＆JACROTANGSコンビネーションアルバム“CINEMATIQUE”、各ライブに参加。

## エピソード
2013年11月30日、東京スポーツ新聞に“美脚すぎるバイオリニスト”として紹介される。

## 受賞歴
- 1999年 第53回全日本学生音楽コンクール東京大会入選、奨励賞受賞。
- 2001年 第13回日本クラシック音楽コンクール大学の部、最高位。
- 2004年 第4回かやぶき音楽堂デュオコンクール“ピアノとヴァイオリンデュオ部門”、第二位。
- 2008年 第13回コンセール・マロニエ21、第3位。（※ヴィオラにて）